# آنتیوخوس (پیشوای خوابگاه مقدس)
آنتیوخوس (یونانی: Ἀντίοχος) یک خواجه دربار و از مقامات امپراتوری بیزانس بود. او آموزگار امپراتور تئودئوس دوم در دوران کودکیش بود و تا سال ۴۲۱ میلادی نیز مقام پیشوای خوابگاه مقدس او را بر عهده داشت.
آنتیوخوس اصالتاً ایرانی بود و در آغاز تحت نظر مهرنرسه ،وزرگ فرمذار شاهنشاهی ساسانی برای حدود نیمی از سده پنجم، فعالیت می‌کرد. حضور او در دربار بیزانس به حدود ۴۰۴ میلادی بازمی‌گردد. یک رویدادنامهٔ سده نهمی مربوط به تئوفانس گزارش می‌دهد که آنتیوخوس پس از مرگ امپراتور آرکادیوس در سال ۴۰۸ از طرف شاهنشاه یزدگرد یکم (حک. ۳۹۹–۴۲۰) به قسطنطنیه گسیل شد تا تئودئوس را پایش کند.